# Ángeles Moreno Barranquero
Ángeles Moreno Barranquero (* 3. August 1999) ist eine spanische Tennisspielerin.

## Karriere
Moreno Barranquero begann mit vier Jahren das Tennisspielen und bevorzugt Hartplätze. Sie spielte vor allem auf der ITF Women’s World Tennis Tour und konnte dort drei Titel im Doppel gewinnen.
Seit Oktober 2021 trat sie international jedoch nicht mehr in Erscheinung, sie wird daher nicht mehr in der Tennisweltrangliste geführt.

## Turniersiege

### Doppel
| Nr. | Datum              | Turnier   | Kategorie   | Belag             | Partnerin            | Finalgegnerinnen                     | Ergebnis         |
| --- | ------------------ | --------- | ----------- | ----------------- | -------------------- | ------------------------------------ | ---------------- |
| 1.  | 18. November 2017  | Benicarlo | ITF $15.000 | Sand              | Noelia Bouzo Zanotti | Cristina Bucșa Elixane Lechemia      | 6:3, 6:4         |
| 2.  | 14. September 2019 | Ceuta     | ITF W15     | Hartplatz         | Noelia Bouzo Zanotti | Darja Mischina Jekaterina Schalimowa | 6:3, 1:6, [10:8] |
| 3.  | 26. Oktober 2019   | Lousada   | ITF W15     | Hartplatz (Halle) | Celia Cerviño Ruiz   | Francisca Jorge Olga Parres Azcoitia | 6:3, 7:5         |